# Diana di l'Alba
 Diana di l'Alba es un grupo de cantantes de Córcega. Fue fundado en 1978 por Antonu Marielli, Ghjuvan Francescu Sicurani y sus hermanos Ghjuvan Ghjacumu y Cristanu Andreani. En 2013 compusieron la banda sonora del documental U Paghjolu 3, produire pour vivre (2013) de Marianne Thibout-Calandrini.

## Discografía
- Diana Di L'Alba (1980)[3]
- Donna Dea
- Pueta (1996)
- Sumenti D'Acqua (1999)
- Da musicà la vita (2008)
- Indiature